# Pectinaria flavescens
Pectinaria flavescens är en oleanderväxtart som beskrevs av Plowes. Pectinaria flavescens ingår i släktet Pectinaria och familjen oleanderväxter. Inga underarter finns listade i Catalogue of Life.